# National Equities Exchange And Quotations
Die National Equities Exchange And Quotations Co., Ltd. (NEEQ), gegründet im Jahr 2012 mit Sitz in Peking, ist ein chinesischer Direkthandelsplatz für den Handel mit den Aktien einer Aktiengesellschaft (chinesisch: 股份有限公司), die weder an der Shenzhen- noch an der Shanghai-Börse notiert ist. Die NEEQ-Börse erhielt in China auch den Spitznamen „The New Third Board“ (chinesisch: 新三板), da es ein altes Handelssystem gab, das durch die NEEQ ersetzt wurde.
Am 15. November 2021 nahm die "Beijing Stock Exchange" (Kürzel BSE) um 9:30 Ortszeit den Handel als dritter vollwertiger Börsenplatz in Festland-China auf. Sie ist assoziiertes Mitglied in der World Federation of Exchanges.

## Besitzer
- Shanghai Stock Exchange
- Shenzhen Stock Exchange
- Shanghai Futures Exchange
- China Securities Depository and Clearing Corporation
- China Financial Futures Exchange
- Dalian Commodity Exchange
- Zhengzhou Commodity Exchange[3]